# Israel Silva
Israel Silva Matos de Souza (São Paulo, Brasil, 24 de junio de 1981) es un exfutbolista brasileño nacionalizado guatemalteco. Jugaba como delantero y su último club profesional y con el cual se retiró fue el Xelajú M. C. de la Liga Nacional de Guatemala.
A pesar de que hubo controversia en cuanto a su retiro oficial, ya que en años pasados anunció su retiro del fútbol profesional pero volvía esporadicamente del retiro para reforzas equipos en ligas de ascenso para jugar un par de partidos a sueldo sin embargo le pondría fin definitivamente colgando los botines de toda competición profesional, celebrando lo que sería su partido de despedida con el club de sus amores y con el cual se ha identificado más en su carrera el Xelajú M. C., disputando un partido de exjugadores del Xelajú y jugadores de la plantilla de ese momento, celebrandolo el 25 de octubre de 2023 en el Estadio Mario Camposeco. Israel Silva esta radicado en la ciudad de Quetzaltenango en donde también se dedica a su academia deportiva de fútbol.
Es el goleador histórico de Xelajú con 158 goles, y el segundo en la Liga Nacional de Guatemala (197), únicamente superado por Juan Carlos Plata.

## Trayectoria
Silva comenzó su carrera en Brasil, pero sus mejores años como futbolista se desarrollan en Guatemala. Inicio en el fútbol chapin con el Deportivo Teculután, en el cual marcó 34 goles. Gracias su gran talento, con tan solo 19 años se convirtió en anhelo de grandes clubes guatemaltecos. En 2007 ficha por el Xelajú Mario Camposeco con el que anota 12 goles, clasificando a final del torneo clausura y proclamándose campeón al superar al Deportivo Marquense. El Municipal puso sus ojos en él y llegaron a un acuerdo en noviembre de ese mismo año. En esta etapa no tuvo la mejor temporada, por lo que el club rojo lo dejó ir. Deportivo Jalapa decidió comprarlo, pero al igual que en el equipo escarlata no le fue del todo bien, anotando tan solo 4 goles en el torneo. Una oferta para jugar en Grecia se presentó y no dudó en aceptarla. Poco tiempo después recibe de nuevo una oferta del club Xelajú Mario Camposeco en el año 2010 y Silva no dudó en regresar a su segundo hogar, la ciudad de Quetzaltenango.
En el torneo clausura de 2012 de la mano del entrenador Hernan Medford, Israel consigue su segundo título con el Xelajú Mario Camposeco siendo un jugador clave en las eliminatorias finales y en el partido definitivo ante Municipal.

## Clubes
| Club                 | País      | Año         |
| -------------------- | --------- | ----------- |
| Portuguesa Desportos | Brasil    | 2000- 2001  |
| Mérida               | México    | 2001-2003   |
| Deportivo Teculután  | Guatemala | 2004-2005   |
| Xelajú               | Guatemala | 2005-2007   |
| Municipal            | Guatemala | 2007        |
| Deportivo Jalapa     | Guatemala | 2008        |
| Kerkyra              | Grecia    | 2008-2010   |
| Xelajú               | Guatemala | 2010-2014   |
| Antigua GFC          | Guatemala | 2014-2015   |
| Motagua              | Honduras  | 2015-2016   |
| Marathón             | Honduras  | 2016-2017   |
| Rosario FC           | Guatemala | 2017        |
| Nueva Concepción     | Guatemala | 2018        |
| Real de Minas        | Honduras  | 2018-2019   |
| Xelajú               | Guatemala | 2020-Retiro |

## Palmarés

### Campeonatos nacionales
| Título                     | Club      | País      | Año  |
| -------------------------- | --------- | --------- | ---- |
| Liga Nacional de Guatemala | Xelajú    | Guatemala | 2007 |
| Liga Nacional de Guatemala | Municipal | Guatemala | 2008 |
| Liga Nacional de Guatemala | Xelajú    | Guatemala | 2012 |

### Distinciones individuales
| Distinción               | Año  |
| ------------------------ | ---- |
| Trofeo Juan Carlos Plata | 2005 |
| Trofeo Juan Carlos Plata | 2006 |
| Trofeo Juan Carlos Plata | 2013 |